# Dąbrówka Łubniańska
Dąbrówka Łubniańska est une localité polonaise du gmina de Łubniany dans la voïvodie et le powiat d'Opole.